# 杨宇军
杨宇军（1970年—），北京人，中国传媒大学媒介与公共事务研究院院长，中华人民共和国国防部新闻局原局长，退役前为中国人民解放军大校。

## 生平
1970年，杨宇军生于北京。1993年自外交学院毕业后参加中国人民解放军。历任学员、参谋、中华人民共和国国防部外事办公室综合局政策研究室主任等职。曾在英国伦敦玛丽王后大学学习，获得公共政策专业硕士学位。2010年4月，任中华人民共和国国防部新闻事务局副局长。2011年6月，任国防部新闻发言人。同时晋升上校军衔。2014年11月，晋升大校军衔。2015年6月升任国防部新闻事务局局长、国防部新闻发言人。2016年1月改任国防部新闻局局长、国防部新闻发言人。
2017年8月9日，杨宇军以“自主择业”的方式退役。杨宇军在接受《环球时报》采访时表示：“经过慎重思考，确实很难做到家庭事业两头兼顾，最终决定拿出更多时间陪伴家人。”
2018年3月29日，杨宇军出任中国传媒大学媒介与公共事务研究院院长。

## 家庭
杨宇军已婚，有一女。